# Addac
Addac o Atax fou un rei dels alans fins a l'any 418. S'instal·là a Hispània, però va morir en batalla contra els visigots, els quals al servei dels romans, buscaven l'expulsió dels alans i altres pobles de la península.
Addac va conduir al seu poble a la península Ibèrica i s'instal·là a la Lusitània. Segons Hidaci també ocupà la Cartaginesa, però això és menys probable, o almenys que l'ocupés completament.
Entre el 416 i el 418 els visigots, dirigits per Vàlia, envaeixen Hispània al servei dels romans. Durant l'estada dels visigots a la península, els pobles bàrbars instal·lats allà retrocediren considerablement. S'expulsà els vàndals de les terres que havien ocupat a la Bètica. Els alans també van perdre en batalla, de fet, Addac morí en batalla. Els supervivents, s'uniren als vàndals asdinges a la Gal·lècia sota el mandat del nou rei Gunderic. Només el sueus es salvaren d'ésser massacrats.